# ورزشگاه بوگیوک انگ سان
ورزشگهاه بوگیوک آنگ سان (برمه‌ای: ဗိုလ်ချုပ် အောင်ဆန်း အားကစားကွင်း) یک ورزشگاه چند منظوره واقع در مرکز شهر یانگون، میانمار. نام ورزشگاه ژنرال آنگ سان. ورزشگاه دارای ۴۰۰۰۰ صندلی است که هنوز هم بزرگترین ورزشگاه در میانمار و ورزشگاه ملی تا اواسط سال ۱۹۸۰ بود. ورزشگاه محل اصلی برگزاری مسابقات جنوب شرق آسیا در سال‌های ۱۹۶۱ و ۱۹۶۹ بوده‌است. , و دیگه از این ورزشگاه برای مسابقات بین‌المللی استفاده نمی‌شه، ورزشگاه بیشتر برای مسابقات فوتبال لیگ ملی میانمار استفاده می‌شود.

ورزشگاه سرپوشیده ملی آنگ سان، واقع در کنار ورزشگاه اصلی در فضای باز، برای مسابقات ورزشی داخل سالن مورد استفاده قرار می‌گیرد.